# Міжнародна група з вивчення свинцю і цинку
Міжнародна група з вивчення свинцю і цинку (англ. International Lead and Zinc Study Group; ILZSG) — міжурядова організація, яка включає двадцять вісім країн-членів (на 2000 р.).

## Діяльність
ILZSG був сформований ООН в 1959 р. для:
- надання можливості для регулярних міжурядових консультацій з міжнародної торгівлі свинцем і цинком;
- забезпечення безперервної інформації про світову ситуацію і постачання свинцю і цинку;
- розгляду і вирішення будь-яких проблем або труднощів, які зачіпають розвиток світової торгівлі свинцем і цинком та мають багатосторонній характер.

Головна роль ILZSG — гарантувати прозорість у світових ринках для свинцю і цинку. Це досягається за допомогою забезпечення безперервного потоку інформації (щомісячна публікація статистичних даних, економічна аналітика). ILZSG організовує міжнародні форуми для обміну інформацією про свинець і цинк.

### Постійні організації-спостерігачі
- Організація економічного співробітництва і розвитку (OECD)
- Конференція ООН з торговлі і розвитку (UNCTADV)
- Екологічна програма ООН (UNEP)
- Організація індустріального розвитку ООН (UNIDOV)
- Всесвітній банк (IBRD)
- Всесвітня торгова організація (WTO)

Неурядові:
- Американська цинкова організація (AZA)
- Асоціація європейської промисловості кольорових металів (EUROMETAUX)
- Асоціація європейських виробників акумуляторних батарей (EUROBAT)
- Battery Council International (BCI)
- Міжнародна рада з гірничої промисловості і металів (ICMM)
- Європейська загальна асоціація гальваніків (EGGA)
- Європейський інститут цинку (EZI)
- Міжнародна рада з металів і екології (ICME)
- International Lead and Zinc Research Organisation (ILZROV)
- Міжнародна цинкова асоціація (IZAV)
- Lead Development Association/Zinc Development Association (LDA/ZDA)
- Lead Industries Association Inc. (LIA)